# 藥 (魯迅)
《药》，出自中国近代文学家鲁迅之手，于1919年4月25日发表于《新青年》第6卷5号，后整理于《呐喊》文集。

## 介绍
|          | 路的左邊，都埋著死刑和瘐斃的人，右邊是窮人的叢塚。兩面都已埋到層層疊疊，宛然闊人家裡祝壽時的饅頭。 |
| ——《药》 | |

《药》是以1907年民主革命家秋瑾起义为背景。小说描写了革命者流血牺牲而不獲群众理解，他们的鲜血反被無知迷信的人做成“人血馒头”去医治痨病。小说通篇都充满着阴冷血腥，也营造出人物和主题。文章运用双线结构：一方面写华家为了治痨病而花钱买沾满鲜血的血馒头；另一方面写夏瑜等革命党人的牺牲。小说末尾以坟头比喻成阔人祝寿的馒头，极端讽刺了社会革命和改革的失败。全篇主題是諷刺當時國人的愚昧無知，迷信血饅頭可以治病，以及不了解革命的真義，並且以此說明當民智未開的時候，革命難以成為救國良藥。

## 文化影響

### 教材
該小說被香港高級程度會考及其後繼者香港中學文憑考試中國文學課程列入指定作品。

### 人血馒头
受该文影响，利用他人的不幸来使自己获利的行为被称为“吃人血馒头”。